# Vera Gordon
Vera Pogorelsky Gordon (11 de junio de 1886 – 8 de mayo de 1948) fue una actriz de cine y teatro estadounidense nacida en Rusia.

## Primeros años
Vera Pogorelsky nació en Ekaterinoslav, Rusia, el 11 de junio de 1886, la hija de Boris Pogorelsky y Teigan Nemirovsky.

## Carrera
Pogorelsky era una actriz infantil, pero fue despedida por los directores de la Compañía Imperial Shevchenko cuando se enteraron de que era de ascendencia judía. Tras emigrar a Estados Unidos, Pogorelsky, ahora Gordon, actuó en teatros más pequeños como el Liberty y el Lyric, en el Lower East Side de Nueva York.

En 1916, Gordon realizó una gira por Inglaterra, actuando en vodeviles y teatros.

Gordon protagonizó varias películas, como Humoresque y The Cohens and Kellys. Representaba el arquetipo de madre judía.

Colaboró en periódicos y revistas sobre el matrimonio y los hijos, y apoyó a los orfanatos judíos.

Era miembro de la Actors' Equity Association, del Russian-American Art Club of Los Angeles, y del Grand Street Boys, N.Y. 

## Vida personal

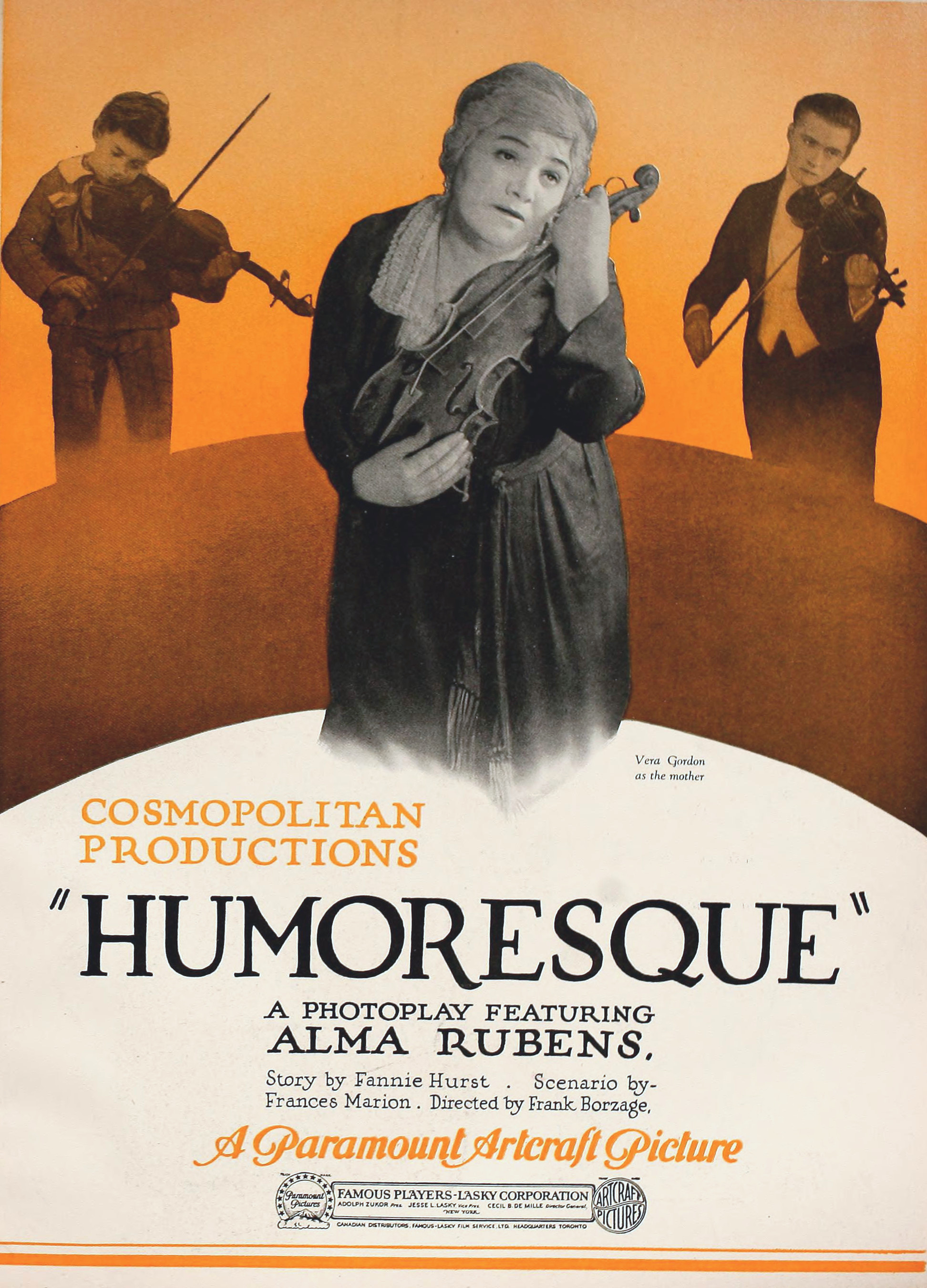
Vera Gordon, Humoresque (1920)

En 1904, en Rusia, Vera Pogorelsky se casó con Nathan A. Gordon, productor y guionista de la Ostoffersk Acting Company, y tuvo dos hijos: William (nacido en 1904) y Nadje (nacida en 1907). 

En 1905, los Gordon se mudaron a la ciudad de Nueva York y en 1926 a California, donde vivieron en el 364 de S. Highland Ave., Los Ángeles. 

Su sobrino era el musicólogo y violinista Sol Babitz, y su sobrina nieta era la escritora Eve Babitz.
Se mudó a Beverly Hills, donde falleció el 8 de mayo de 1948, y está enterrada en el Hollywood Forever Cemetery, en Hollywood.

## Filmografía
- 1920 Humoresque (Mama Kantor)
- 1920 The North Wind's Malice (Rachel Guth)
- 1920 The Greatest Love (Mrs. Lantini)
- 1922 Your Best Friend (Mrs. Esther Meyers)
- 1922 The Good Provider (Becky Binswanger)
- 1923 Potash and Perlmutter (Rosie Potash)
- 1924 In Hollywood with Potash and Perlmutter (Rosie Potash)
- 1926 The Cohens and Kellys (Mrs. Cohen)
- 1926 Sweet Daddies (Rose Finklebaum)
- 1926 Kosher Kitty Kelly (Mrs. Feinbaum)
- 1926 Millionaires (Esther Rubens)
- 1926 Private Izzy Murphy (Sara Goldberg)
- 1927 An Affair of the Follies
- 1928 The Cohens and the Kellys in Paris (Mrs. Cohen)
- 1928 Four Walls (Benny's Mother)
- 1929 The Cohens and Kellys in Atlantic City (Melitta Cohen)
- 1930 The Cohens and the Kellys in Scotland (Mrs. Cohen)
- 1930 Madame Satan (uncredited)
- 1930 The Cohens and Kellys in Africa (Mrs. Cohen)
- 1931 50 Million Frenchmen (Esposa del turista judío)
- 1934 When Strangers Meet (Mrs. Sarah Rosinsky)
- 1937 Michael O'Halloran (Mrs. Levinsky)
- 1938 You and Me (Mrs. Abie Levine aka Mama)
- 1938 Having Wonderful Time (vecina del edificio (sin acreditar))
- 1942 The Big Street (Mrs. Lefkowitz)
- 1942 The Living Ghost (Sister Lapidus)
- 1943 Stage Door Canteen (Vera Gordon)
- 1946 Abie's Irish Rose (Mrs. Cohen)